# Petagnaea gussonei
Petagnaea gussonei es la única especie que integra el género monotípico Petagnaea, perteneciente a la familia botánica Apiaceae. Es originaria de Sicilia, donde se encuentra en el Mediterráneo con tipo de vegetación arbustiva, y amenazada por pérdida de hábitat.

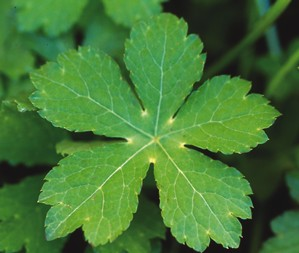
Detalle de la hoja

## Descripción
Es una planta perenne, rizomatosa que alcanza un tamaño de 10-45 cm de alto. 
En invierno, la planta es poco visible: presenta hojas palmadas, que se ramifican directamente desde la raíz rizomatosa, estando casi aplanada en el suelo. Durante la primavera (mayo y junio) a partir del rizoma emerge un tallo con hojas, en cuyas cimas forma una inflorescencia con pequeñas flores de color de blanco.

## Taxonomía
Petagnaea gussonei fue descrita por (Spreng.) Rauschert y publicado en Taxon 31(3): 563. 1982
Sinonimia
- Petagnia saniculifolia Guss
- Sison gussonei Spreng.[5]